# Oliver Thomas (Wirtschaftsinformatiker)

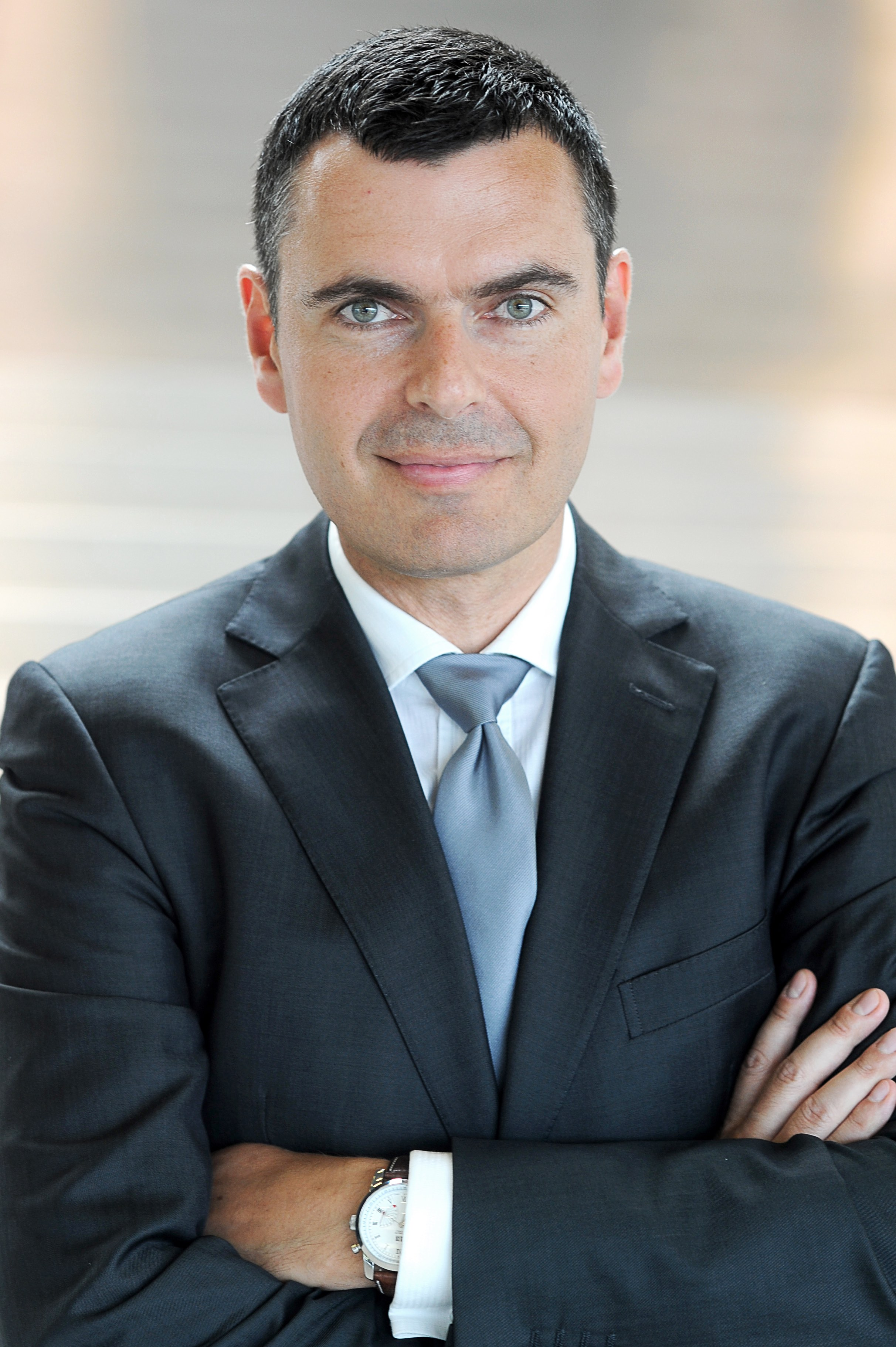
Oliver Thomas (2016)

Oliver Thomas (* 2. November 1971 in Merzig) ist ein deutscher Universitätsprofessor für Wirtschaftsinformatik. Seit 2009 hat er den Lehrstuhl für Informationsmanagement und Wirtschaftsinformatik an der Universität Osnabrück inne.

## Leben
Nach dem Studium der Betriebswirtschaftslehre war Oliver Thomas von 1999 bis 2002 wissenschaftlicher Mitarbeiter am Institut für Wirtschaftsinformatik (IWi) der Universität des Saarlandes bei August-Wilhelm Scheer. Das Institut wurde 2002 als Abteilung in das Deutsche Forschungszentrum für Künstliche Intelligenz (DFKI GmbH) integriert. In dieser Forschungsabteilung war er von 2003 bis 2009 Senior Researcher und stellvertretender Forschungsbereichsleiter sowie Leiter der Forschungsgruppe Geschäftsprozessmanagement.
Thomas promovierte 2006 bei August-Wilhelm Scheer mit der Dissertationsschrift Management von Referenzmodellen – Entwurf und Realisierung eines Informationssystems zur Entwicklung und Anwendung von Referenzmodellen. Die Arbeit wurde mit dem 1. Preis der Förderer des  Instituts für empirische Wirtschaftsforschung  an der Universität des Saarlandes ausgezeichnet. Er habilitierte sich mit einer Arbeit zum Thema Fuzzy Process Engineering – Integration von Unschärfe bei der modellbasierten Gestaltung prozessorientierter Informationssysteme. Im November 2008 wurde ihm von der Rechts- und Wirtschaftswissenschaftlichen Fakultät der Universität des Saarlandes die Venia legendi für Betriebswirtschaftslehre verliehen.
An der Aoyama-Gakuin-Universität in Tokio, an der er das Fachgebiet Business Process Management im Master of Business Administration betreute, war er von 2004 bis 2009 Visiting Associate Professor.
Seit September 2009 ist Thomas Inhaber des Lehrstuhls für Informationsmanagement und Wirtschaftsinformatik (IMWI) an der Universität Osnabrück. Seit 2016 ist er zusätzlich geschäftsführender Direktor des Instituts für Informationsmanagement und Unternehmensführung (IMU) an der Universität Osnabrück mit insgesamt rund 60 Mitarbeitern. Weiterhin ist Thomas seit April 2019 Leiter des Forschungsbereichs Smart Enterprise Engineering des DFKI-Labor Niedersachsen in Osnabrück.
Die Schwerpunkte seiner Forschungsarbeiten sind Business Process Management & Analysis, Product-Service Systems Engineering (Hybride Wertschöpfung), IT Governance, Risk & Compliance Management sowie Mobile and Wearable Information Systems.
Thomas ist Sprecher des Fachbereichs Wirtschaftsinformatik in der Gesellschaft für Informatik (GI) sowie Mitglied im Beirat des vom niedersächsischen Wirtschaftsministerium eingerichteten Netzwerks Industrie 4.0 Niedersachsen. Er war Organisator und Conference Chair der 12. Internationalen Tagung Wirtschaftsinformatik, die vom 4. bis 6. März 2015 an der Universität Osnabrück stattfand. Außerdem ist Thomas Sprecher und Konsortialführer des niedersächsischen Innovationsverbunds Hybride Wertschöpfung mit 6 niedersächsischen Hochschulen und ca. 30 mittelständischen Unternehmen.
Thomas ist Firmengründer und Hauptgesellschafter der 2010 gegründeten Strategion GmbH, einer Strategieberatung mit Schwerpunkt auf KI basierten Informationsprojekten. Weiter setzt er sich als Mitbegründer der Didactic Innovations GmbH in dafür ein, innovative Aus- und Weiterbildungsszenarien für Unternehmen zu gestalten. Thomas ist zudem stellvertretender Aufsichtsratsvorsitzender der LMIS AG, einem IT-Dienstleistungsunternehmen aus Osnabrück. 

## Werke (Auswahl)
- O. Thomas, D. Metzger, H. Niegemann (Hrsg.): Digitalisierung in der Aus- und Weiterbildung: Virtual und Augmented Reality für Industrie 4.0. Springer Gabler, Berlin 2018, ISBN 978-3-662-56550-6.
- O. Thomas, M. Nüttgens, M. Fellmann (Hrsg.): Smart Service Engineering : Konzepte und Anwendungsszenarien für die digitale Transformation. Springer Gabler, Wiesbaden 2016, ISBN 978-3-658-16261-0.
- M. Nüttgens, O. Thomas, M. Fellmann (Hrsg.): Dienstleistungsproduktivität : Mit mobilen Assistenzsystemen zum Unternehmenserfolg. Springer Gabler, Wiesbaden 2014, ISBN 978-3-658-05300-0.
- O. Thomas, M. Nüttgens (Hrsg.): Dienstleistungsmodellierung 2014 : Vom Servicemodell zum Anwendungssystem. Springer Gabler, Wiesbaden 2014, ISBN 978-3-658-06890-5.
- S. Smolnik, F. Teuteberg, O. Thomas (Hrsg.): Semantic Technologies for Business and Information Systems Engineering: Concepts and Applications. IGI Global, Hershey PA, USA 2012, ISBN 978-1-60960-126-3.
- O. Thomas, M. Nüttgens (Hrsg.): Dienstleistungsmodellierung 2010 : Interdisziplinäre Konzepte und Anwendungsszenarien. Physica, Berlin  2010, ISBN 978-3-7908-2620-3.
- O. Thomas, P. Loos, M. Nüttgens (Hrsg.): Hybride Wertschöpfung : Mobile Anwendungssysteme für effiziente Dienstleistungsprozesse im technischen Kundendienst. Springer, Berlin  2010, ISBN 978-3-642-11854-8.
- O. Thomas, M. Nüttgens (Hrsg.): Dienstleistungsmodellierung : Methoden, Werkzeuge und Branchenlösungen. Physica, Heidelberg  2009, ISBN 978-3-7908-2098-0.
- O. Thomas: Fuzzy Process Engineering : Integration von Unschärfe bei der modellbasierten Gestaltung prozessorientierter Informationssysteme. Gabler, Wiesbaden  2009, ISBN 978-3-8349-1676-1.
- O. Thomas: Management von Referenzmodellen : Entwurf und Realisierung eines Informationssystems zur Entwicklung und Anwendung von Referenzmodellen. Logos, Berlin  2006, ISBN 3-8325-1344-2.